# Kempton Park
Kempton Park – miasto w Południowej Afryce, w prowincji Gauteng, na obszarze górniczo-przemysłowym Witwatersrand, na północny wschód od Johannesburga. Około 40 tys. mieszkańców.
Od 1957 roku w Kempton Park działa prywatna elektrownia węglowa Kelvin, która dostarcza energię do Johannesburga. 
W mieście rozwinął się przemysł metalowy, maszynowy, cementowy oraz włókienniczy.